# پیر اوئن
پیر اوئن (فرانسوی: Pierre Houin‎؛ زادهٔ ۱۵ آوریل ۱۹۹۴) قایقران روئینگ اهل فرانسه است.
وی همچنین برندهٔ جوایزی همچون لژیون دونور (شوالیه) شده‌است.
وی در مسابقات کشوری و بین‌المللی در مجموع برندهٔ ۵ مدال طلا شده‌است.